# Lago di Vrana (Cherso)
Il lago di Vrana o lago di Aurana o lago di Laurana (in croato: Vransko Jezero) si trova nell'isola di Cherso, nella sua parte centrale. Prende nome dal villaggio di Villa Urana (in croato: Vrana) nei pressi della sponda sud-orientale del lago.
Il lago ha come immissario lo Skorobica e altri minori.
È circondato da monti che hanno un'altezza massima intorno ai 400 m, come il monte Elmo (Hlm) di 483 m e il monte Perskra (429 m). Il lago è profondo mediamente sui 50 m e nel punto più profondo 74 m. Il lago fornisce di acqua dolce le isole di Cherso e di Lussino.
Essendo importante come risorsa d'acqua dolce sono vietate sia la balneazione sia le escursioni in barca ed è stato proclamato osservatorio ornitologico.